# Saint-Esprit, Martinique
Saint-Esprit är en ort och kommun i Martinique.   Den ligger i den sydöstra delen av Martinique, 16 km öster om huvudstaden Fort-de-France.